# استرپتوکوک دیساگالاکتیه
استرپتوکوک دیساگالاکتیه (Streptococcus dysgalactiae)، گونه‌ای از استرپتوکوک است. این باکتری عامل بیماری ماستیت (ورم پستان) در گاو، میش و بز و همچنین پلی آرتریت در برهها است،که یک باکتری گرم مثبت ، بتا همولیتیک و کوکی است که از خانواده استرپتوکوکاسه است . این می تواند هم انسان و هم حیوانات را آلوده کند، اما اغلب به عنوان بخش مشترک دستگاه گوارش ، دستگاه تناسلی ، یا کمتر به عنوان بخشی از فلور پوست دیده می شود . تظاهرات بالینی در بیماری انسان از عفونت های سطحی پوست و التهاب لوزه تا فاسییت نکروزان شدیدو باکتریمی متغیر است . گزارش شده است که بروز بیماری های مهاجم رو به افزایش است.  چندین گونه حیوانی مختلف مستعد ابتلا به عفونت S. dysgalactiae هستند ، اما ورم پستان گاوی و آرتریت عفونی در بره‌ها (بیماری مفصل) اغلب گزارش شده‌اند.

Streptococcus dysgalactiae در حال حاضر به زیرگونه Streptococcus dysgalactiae زیرگونه equisimilis و Streptococcus dysgalactiae زیرگونه dysgalactiae تقسیم می شود . اولی بیشتر با بیماری های انسانی مرتبط است و دومی تقریباً به طور انحصاری در دامپزشکی مشاهده می شود.  با این حال، تعیین طبقه بندی دقیق آنها موضوعی است که در حال بحث است (به طبقه بندی مراجعه کنید ).
نام ها از یونانی گرفته شده است . استرپتوکوک به معنای اجسام گرد توت مانند (کوکوس) تشکیل دهنده زنجیره (Streptos) است که به ظاهر معمول آنها در زیر میکروسکوپ نوری اشاره دارد . Dys (بد) galactiae (شیر) به تمایل آنها به ایجاد ورم پستان گاوی اشاره دارد. Equi (اسب) similis (مانند) شباهت را به گونه نزدیک به هم، Streptococcus equi استنباط می کند .

## همه گیرشناسی
مدت‌ها تصور می‌شد استرپتوکوکوس دیسگالاکتیه برای انسان غیر بیماریزا باشد . با این حال، افزایش شیوع عفونت S. dysgalactiae ثبت شده است، و در برخی مناطق جغرافیایی، میزان عفونت مهاجم حتی از استرپتوکوک پیوژنز نیز پیشی گرفته است .  توزیع سنی موارد تهاجمی در بین انسان ها به وضوح به سمت افراد مسن منحرف است، در حالی که به نظر می رسد وضعیت ناقل سالم رابطه معکوس با سن دارد. افراد مبتلا به بیماری های مزمن، از جمله سرطان و دیابت نیز به ویژه در معرض عفونت هستند. این صفات فرصت طلب به عنوان یکی از مکانیسم های زیربنایی افزایش فراوانی مشاهده شده بیماری های مهاجم پیشنهاد شده اند. علاوه بر این، یک غلبه مردانه مشاهده شده است که احتمالاً به دلیل بار بیشتر بیماری های همراه است . به نظر نمی رسد بروز بیماری های غیر تهاجمی در انسان رو به افزایش باشد. 

## نقش در بیماری انسان
زیرگونه استرپتوکوکوس دیس گالاکتیه equisimilis یک گونه مشترک در دستگاه گوارش و دستگاه تناسلی انسان است. گاهی اوقات از پوست جدا می شود، اما معمولاً در رابطه با یک بیماری مزمن پوستی یا برخی از شکستن سد اپیتلیال است . 
تظاهرات بیماری غیر تهاجمی عمدتاً شامل التهاب لوزه و عفونت های سطحی پوست است.  علاوه بر این، مدت طولانی است که به عنوان یک علت بالقوه سلولیت / اریسیپل شناخته شده است . با این حال، نقش زیرگونه استرپتوکوکوس دیس گالاکتیه equisimilis در سلولیت ممکن است قبلاً دست کم گرفته شده باشد و در یک مطالعه اخیر با اکثر موارد سلولیت مرتبط بود. 
تظاهرات بالینی در میان بیماری‌های تهاجمی نیز تحت سلطه عفونت‌های پوست و بافت نرم است، از جمله زیر مجموعه کوچکی از بیمارانی که با فاسییت نکروزان شدید مراجعه می‌کنند .  علاوه بر این، یکی از علل مهم عفونت های استخوان و مفاصل است و تظاهرات این بیماری در حال افزایش گزارش شده است.  کمتر رایج است که می تواند به صورت ذات الریه ، اندوکاردیت ، عفونت های تناسلی یا داخل شکمی ظاهر شود. باکتریمی اولیه، عفونت بدون منشا کانونی قابل شناسایی، تقریباً 20 درصد موارد گزارش شده را تشکیل می دهد. 
اخیراً، زیرگونه استرپتوکوکوس دیسگالاکتیه equisimilis با گلومرولونفریت پس از استرپتوکوک و تب روماتیسمی حاد مرتبط شده است .  این عواقب ایمونولوژیک قبلا فقط با استرپتوکوک پیوژنز مرتبط بوده است . استرپتوکوکوس دیسگالاکتیه زیرگونه دیس گالاکتیه تقریباً منحصراً یک پاتوژن حیوانی است. با این حال، چند گزارش تصادفی از عفونت انسان و دام انسانی مستند شده است. 

## نقش در بیماری های حیوانی
استرپتوکوکوس دیسگالاکتیه می تواند طیف وسیعی از میزبان های حیوانی را آلوده کند و هر دو زیرگونه از اهمیت بالایی برخوردار هستند. با این حال، این باکتری اغلب به عنوان یک استعمارگر حیوانات سالم، به ویژه در دستگاه گوارش و ناحیه تناسلی، دیده می شود. 
در دامپزشکی، این یک علت شناخته شده ورم پستان گاوی است، از این رو به نام دیس گالاکتیا نامیده می شود . در برخی مناطق جغرافیایی، پس از استافیلوکوکوس اورئوس به عنوان عامل ورم پستان بالینی و تحت بالینی گزارش شده است .  S. dysgalactiae به ویژه با ورم پستان در طول تابستان ("ماستیت تابستانی") مرتبط است و گسترش باکتری توسط حشرات پرنده پیشنهاد شده است.  ورم پستان در حیوانات دیگر نیز مستند شده است. 
S. dysgalactiae از پلی آرتریت عفونی در چندین گونه حیوانی از جمله خوک، بره، گوساله و بز جدا شده است.  علاوه بر این، در مرگ و میر نوزادان در میان توله سگ ها نقش دارد .  اخیراً زیرگونه استرپتوکوکوس دیسگالاکتیه دیس گالاکتیه به عنوان یک پاتوژن نوظهور در ماهی ها توصیف شده است که باعث ایجاد زخم های نکروزه برق آسای دم دمی می شود که نرخ مرگ و میر بالایی را در پی دارد.  تظاهرات بالینی با سپسیس شدید و تشکیل آبسه های کوچک غالب استو رابطه بین شدت بیماری و بیان فاکتورهای حدت استرپتولیسین S و SPEGdys استنباط شده است. 

## درمان و حساسیت ضد میکروبی
پنی سیلین داروی انتخابی برای درمان عفونت های استرپتوکوکی باقی می ماند و سویه های S. dysgalactiae با کاهش حساسیت به پنی سیلین هرگز گزارش نشده است. مدت درمان بسته به تشخیص بالینی از 5 روز تا 3 ماه متغیر است. عوامل خط دوم شامل ماکرولیدها و کلیندامایسین هستند ، اگرچه افزایش مقاومت، به دلیل جریان و اصلاح هدف، در برخی مناطق جغرافیایی ثبت شده است.  آمینوگلیکوزیدها به دلیل عدم متابولیسم تنفسی در برابر استرپتوکوک ها فعال نیستند. با این حال، به نظر می رسد که آمینوگلیکوزیدها در ترکیب با یک آنتی بیوتیک بتالاکتام تجویز می شوند.اثر هم افزایی نسبت به استرپتوکوک ها  استرپتوکوکوس دیسگالاکتیه به طور یکنواخت به گلیکوپپتیدها و اگزازولیدون ها حساس است .

## طبقه بندی
دیرنهوفر برای اولین بار در سال 1932 از نام استرپتوکوکوس دیسگالاکتیه استفاده کرد و یک استرپتوکوک با منشاء دامپزشکی را توصیف کرد.  متعاقباً، فراست در سال 1936 کشف پاتوژن انسانی Streptococcus equisimilis را گزارش کرد  اگرچه، در معاصر، ربکا لنسفیلد طبقه‌بندی استرپتوکوک‌ها را بر اساس آنتی‌ژن‌های کربوهیدراتی آن‌ها ابداع کرد و به‌طور متوالی استرپتوکوک‌ها را به گروه C19 تعلق داشت. و گروه G (1935).  ارتباط ویژگی کربوهیدرات گروه با گونه های پیشنهادی S. dysgalactiae و S. equisimilis ، با جزئیات مورد بررسی قرار نگرفت. اینطبقه بندی Lancefield به زودی به روش ترجیحی شناسایی آزمایشگاهی برای استرپتوکوک تبدیل شد و نام S. dysgalactiae و S. equisimilis از بین رفت. در سال 1980، آنها حتی از فهرست گونه های باکتریایی تایید شده حذف شدند.  با این حال، سه سال بعد، مطالعات هیبریداسیون DNA شباهت‌های گسترده‌ای را بین موجودات Streptococcus dysgalactiae ، Streptococcus equisimilis ، گروه C و گروه G استرپتوکوک تشکیل‌دهنده کلنی بزرگ با منشاء انسانی، و برخی از گروه‌های تشکیل‌دهنده کلنی بزرگ C، G نشان داد. و استرپتوکوک L با منشاء حیوانی.  بر این اساس، آنها به یک گونه ادغام شدند،استرپتوکوک دیس گالاکتیه . با این حال، بررسی‌های مولکولی بعدی ناهمگنی را در این گونه جدید نشان داد و در سال 1996 به زیرگونه S. dysgalactiae equisimilis و S. dysgalactiae زیرگونه dysgalactiae تقسیم شد . 
تقسیم بندی طبقه بندی Streptococcus dysgalactiae به دو زیرگونه آن منشأ سردرگمی های زیادی بوده است و موضوع بحث های جاری است. اگرچه هیچ استاندارد طلایی طبقه بندی رسمی وجود ندارد، جدیدترین و گسترده ترین تعریف توسط Vieira و همکاران منتشر شد. در سال 1998.  زیرگونه S. dysgalactiae dysgalactiae را صرفاً به عنوان فنوتیپ آلفا همولیتیک حاوی آنتی ژن گروه C Lancefield تعریف می کند . بقیه به عنوان زیرگونه S. dysgalactiae equisimilis طبقه بندی می شوند، (عمدتا) بتا همولیتیک هستند و می توانند حاوی آنتی ژن های کربوهیدراتی Lancefield گروه A، C، G یا L باشند. با این حال، یک مطالعه اخیر نشان می دهد که زیرگونه Streptococcus dysgalactiae equisimilisسویه‌های منشأ حیوانی و انسانی از نظر ژنتیکی واگرا هستند و طبقه‌بندی‌های طبقه‌بندی مجدد آینده قابل تصور است. 

## شناسایی آزمایشگاهی
استرپتوکوکوس دیسگالاکتیه پس از 24 ساعت انکوباسیون، کلنی های بزرگ (> 0.5 سانتی متر) را تشکیل می دهد و در خون آگار همولیز ایجاد می کند. استرپتوکوکوس دیسگالاکتیه زیرگونه دیس گالاکتیه آلفا همولیتیک است، در حالی که زیرگونه استرپتوکوکوس دیسگالاکتیه equisimilis عمدتاً بتا همولیتیک است. آنها بی هوازی اختیاری هستند ، قادر به متابولیسم تنفسی نیستند، اما تحمل هوا دارند. رشد با انکوباسیون در اتمسفر CO 2 5٪ افزایش می یابد ، اما آنها معمولاً به اندازه کافی در هوای محیط رشد می کنند. دمای مطلوب برای رشد تقریباً 37 درجه سانتیگراد است. آنتی ژن های کربوهیدرات گروه C و G Lancefield عمدتا بیان می شوند، اما گروه A و L مستند شده اند. با این حال، ویژگی های فوق منحصر به S. dysgalactiae نیست و آزمایشات بیشتری برای تایید هویت گونه مورد نیاز است. اگرچه بسیاری از آزمایشگاه‌ها در حال حاضر باکتری‌ها را با طیف‌سنجی جرمی شناسایی می‌کنند (زمان دفع لیزر به کمک ماتریکس/یونیزاسیون پرواز MALDI TOF MS)، آزمایش فنوتیپی هنوز به طور گسترده مورد استفاده قرار می‌گیرد. بر خلاف استرپتوکوک پیوژنز (دارای آنتی ژن Lancefield گروه A)، S. dysgalactiae PYR منفی و مقاوم به باسیتراسین است . تمایز از گروه استرپتوکوک آنژینوزوس (Lancefield A، C، G یا F) را می توان با اندازه کلنی و تست Voges Proskauer (VP) انجام داد . S.anginosus _معاونت مثبت گروه استرپتوکوک equi حاوی Lancefield گروه C، و Streptococcus canis دارای گروه G است، اما بر خلاف S. dysgalactiae ، هر دو هیالورونیداز منفی هستند . 
شناسایی S. dysgalactiae در سطح زیرگونه با اطمینان بیشتر توسط تایپ توالی چند لوکوس انجام می شود .  MALDI TOF MS در حال حاضر وضوح طبقه بندی فراتر از سطح گونه ندارد.

## تایپ مولکولی
چندین سیستم تایپ متفاوت برای Streptococcus dysgalactiae استفاده شده است، که اکثریت آنها در ابتدا برای گونه های نزدیک به Streptococcus pyogenes ابداع شدند . پرکاربردترین روش emm -typing است. ژن emm پروتئین M را رمزگذاری می‌کند ، یک فاکتور حدت اصلی در هر دو S. pyogenes و Streptococcus dysgalactiae . این در همه جا در زیرگونه استرپتوکوکوس دیسگالاکتیه equisimilis با منشاء انسانی وجود دارد، و تغییرپذیری بیش از حد آن در ناحیه 5'-پایانه پایه ای را برای طبقه بندی به انواع emm- انواع جداگانه تشکیل می دهد.  تا به امروز، بیش از 100زیرگونه استرپتوکوکوس دیسگالاکتیه equisimilis emm -انواع شرح داده شده است ( CDC Strep Lab ). انواع emm غالب در مناطق جغرافیایی مختلف متفاوت است و شیوع کلونال گزارش شده است.  برخلاف S. pyogenes ، ارتباطی بین نوع emm و تظاهرات یا شدت بیماری برای S. dysgalactiae ثابت نشده است .  الکتروفورز ژل میدان پالسی از لحاظ تاریخی برای اکتشاف روابط کلونال بین S. dysgalactiae استفاده شده است ، اما با افزایش در دسترس بودن و کاهش هزینه های توالی یابی، احتمالاً با تایپ کردن توالی چند لوکوس و تجزیه و تحلیل پلی مورفیسم تک نوکلئوتیدی جایگزین می شود .

## عوامل بیماری زایی و بیماریزایی
مسیرهای پاتوژنتیک استرپتوکوکوس دیس گالاکتیه به طور دقیق مورد بررسی قرار نگرفته است. چندین عامل حدت شناسایی شده‌اند، اما عمدتاً با غربالگری جدایه‌های S. dysgalactiae برای همولوگ‌های ژن‌های حدت S. pyogenes به خوبی مشخص شده‌اند. در مطالعه ای بر روی 216 ژن حدت S. pyogenes ، مشخص شد که S. dysgalactiae تقریباً نیمی از آنها را در خود جای داده است.  در واقع، مقایسه کل ژنوم یک شباهت ژنتیکی 70 درصدی را بین این دو گونه نشان می‌دهد که نشان‌دهنده یک اصل و نسب ژنتیکی مشترک است.  با این حال، شواهدی از انتقال افقی ژنتیکی نیز گزارش شده است. 
اولین مرحله اساسی در پاتوژنز عفونی ، اتصال به بافت میزبان است. پروتئین M، فاکتور حدت equisimilis زیرگونه استرپتوکوک دیس گالاکتیه که به طور گسترده مورد مطالعه قرار گرفته است، برای تسهیل چسبندگی و درونی شدن به سلول های میزبان ثبت شده است .  چسبنده های دیگری نیز توصیف شده اند، از جمله ژن های gfba ، fnB ، fbBA ، fnBB ، lmb و gapC . همه واسطه اتصال به فیبرونکتین .  gfbaاخیراً نشان داده شده است که به درونی شدن باکتری در سلول های اندوتلیال و تداوم درون سلولی کمک می کند.  این ویژگی‌ها ممکن است تمایل باکتریمی مکرر مشاهده شده در موارد انسانی ناشی از زیرگونه استرپتوکوکوس دیسگالاکتیه equisimilis را توضیح دهد .
به منظور ایجاد عفونت، باکتری ها باید از پاسخ ایمنی میزبان فرار کنند و در استرپتوکوک ها، زرادخانه متنوعی از استراتژی های باکتریایی شرح داده شده است. پروتئین M با مهار فاگوسیتوز و غیرفعال کردن سیستم کمپلمان به فرار ایمنی کمک می کند .  علاوه بر این، استرپتوکوکوس دیسگالاکتیه دارای پروتئین G است ، یک فاکتور حدت که به ایمونوگلوبولین‌های در حال گردش متصل می‌شود و در نتیجه با پاسخ آنتی‌بادی میزبان تداخل می‌کند .  DrsG، یک پروتئین حدت که اثر پپتیدهای ضد میکروبی را لغو می کند.که توسط سلول های ایمنی انسان ترشح می شود، همچنین توسط زیر مجموعه ای از گونه های زیرگونه استرپتوکوکوس دیسگالاکتیه equisimilis نگهداری می شود . 
چندین سم و آنزیم ترشح شده در Streptococcus dysgalactiae شناسایی شده است ، از جمله همولیزین های Streptolysin O (SLO) و Streptolysin S (SLS)، و ارتباط بین بیان SLO و SLS و شدت بیماری استنباط شده است.  speGdys ، همولوگ S. pyogenes superantigen speG ، در برخی از سویه‌های S. dysgalactiae ثبت شده است .  با این حال، به نظر می‌رسد که تنها دارای قابلیت‌های سوپرآنتی ژن در حیوانات است و ارتباط آن در بیماری‌های انسانی هنوز مشخص نشده است.  به نظر می رسد استرپتوکیناز در همه جا موجود استS. dysgalactiae ، فیبرینولیز را قادر می سازد و به گسترش باکتری از طریق بافت ها کمک می کند. 
اخیراً، ظرفیت تشکیل بیوفیلم گزارش شده است که بقا و تکثیر را در محیط های متخاصم تسهیل می کند.  اگرچه این به طور بالقوه می تواند پیامدهایی برای درمان عفونت S. dysgalactiae داشته باشد ، اهمیت بالینی آن هنوز مشخص نشده است.